# Forțele de apărare cezaro-crăiești

Avers al steagului regimentelor de k.k. Landwehr

Revers al steagului regimentelor de k.k. Landwehr

Forțele de apărare cezaro-crăiești (în germană kaiserlich-königliche Landwehr, prescurtat k.k. Landwehr) au existat din 1869 până în 1918 ca forțe armate regionale ale jumătății cisleithanice a Austro-Ungariei și au fost fondate ca o contrapondere a Forțelor de apărare regale maghiare. Alături de Armata comună, cele două Forțe de apărare formau Forțele terestre austro-ungare care, împreună cu Marina de război, constituiau Puterea armată a Austro-Ungariei.
Spre deosebire de Imperiul German, unde unitățile de tip Landwehr erau formate în mare parte din rezerviști și din unități care nu făceau parte din serviciul activ, Forțele de apărare cezaro-crăiești erau formate pe modelul armatei permanente. Ele erau finanțate în întregime de la buget și nu implicau aportul parțial sau ocazional al recruților. În Cisleithania, k.k. Landwehr nu trebuie confundat cu Landsturm.

## Istorie
După războiul pierdut al Imperiului Austriac împotriva Regatului Prusiei, Regatul Ungariei și-a dobândit parțial suveranitatea prin Compromisul austro-ungar din 1867. Ungaria dorea acum ca, pe lângă Armata comună și Marina de război imperială și regală, care erau subordonate doar Împăratului și Ministerului de război imperial și regal, să posede și o forță militară proprie, care trebuia să se subordoneze guvernului maghiar. Compromisul a cuprins prin urmare și dreptul Ungariei de a-și întemeia o Forță de apărare regală maghiară, Király Honvédség, numită colocvial cel mai adesea Honvéd.
Contraponderea cisleithanică a apariției honvezilor a fost înființarea unei Forțe de apărare (k.k. Landwehr) și în ceea ce mai rămăsese din Imperiul Austriac, adică în Regatele și Țările reprezentate în Consiliul Imperial. Misiunea ei a fost stabilită în cele din urmă în 1889 în legea austriacă a apărării (publicată în Foaia legilor imperiale Nr. 41 / 1889) după cum urmează:
§ 4. În vreme de război, Forțele de apărare cezaro-crăiești (k.k. Landwehr) au misiunea de a sprijini Armata comună și de a participa la apărarea internă; în vreme de pace, în mod excepțional au și misiunea de a asigura menținerea ordinei și siguranței interne.
În § 14 al Legii apărării din 1889, contingentul anual de recruți al Forțelor de apărare a fost stabilit la 10.000 de băbați.
Conscripția pentru k.k. Landwehr se făcea în rândul băbaților cu o vâstă cuprinsă î tre 21 și 32 de ani și era urmată de doi sau trei ani de serviciu activ în cadrul trupelor. 